# 萊爾斯站 (印地安納州)
萊爾斯站（英語：Lyles Station）是位於美國印地安納州吉布森縣的一個非建制地區。

## 历史
莱尔斯站的早期定居者估计于1830 年代抵达，其历史可以追溯到1849年，是印第安纳州最早的黑人农村定居点之一。